# El somni de Josep
El somni de Josep és un quadre del pintor italià Daniele Crespi, realitzat en la dècada de 1620. Es troba al Museu d'Història de l'Art de Viena.
En ell es representa l'episodi bíblic en el qual l'àngel avisa a Josep sobre les intencions d'Herodes d'assassinar Jesús segons es relata en l'Evangeli de Mateu. En l'escena principal, Josep dorm amb els útils de professió als seus peus mentre l'àngel li dona les instruccions de fugir a Egipte, alhora que en un plànol molt secundari es percep el pessebre amb el xiquet i la Mare de Déu.